# Chachaura-Binaganj
Chachaura-Binaganj là một thị xã và là một nagar panchayat của quận Guna thuộc bang Madhya Pradesh, Ấn Độ.

## Nhân khẩu
Theo điều tra dân số năm 2001 của Ấn Độ, Chachaura-Binaganj có dân số 17.303 người. Phái nam chiếm 53% tổng số dân và phái nữ chiếm 47%. Chachaura-Binaganj có tỷ lệ 67% biết đọc biết viết, cao hơn tỷ lệ trung bình toàn quốc là 59,5%: tỷ lệ cho phái nam là 76%, và tỷ lệ cho phái nữ là 56%. Tại Chachaura-Binaganj, 17% dân số nhỏ hơn 6 tuổi.